# موسم صيد: خائف بشدة
موسم صيد: خائف بشدة (بالإنجليزية: Open Season: Scared Silly)‏ هو فيلم كوميدي أمريكي كندي لعام 2015 من إنتاج شركة سوني بيكتشرز أنيميشن، مع الرسوم المتحركة المقدمة من Rainmaker Entertainment. 

## وصلات خارجية
موسم صيد: خائف بشدة على موقع IMDb (الإنجليزية)
- موسم صيد: خائف بشدة على موقع روتن توميتوز (الإنجليزية)
- موسم صيد: خائف بشدة على موقع ألو سيني (الفرنسية)
- موسم صيد: خائف بشدة على موقع أول موفي (الإنجليزية)
- موسم صيد: خائف بشدة على موقع فيلمافينيتي (الإسبانية)
- موسم صيد: خائف بشدة على موقع قاعدة بيانات الفيلم (الإنجليزية)
- موسم صيد: خائف بشدة على موقع ليتربوكسد (الإنجليزية)
- موسم صيد: خائف بشدة على موقع كينوبويسك (الروسية)